# Waldversicherung
Eine Waldversicherung ist eine Versicherung für Waldbesitzer, die verschiedene Risiken abdecken kann. Hierzu gehört zum Beispiel ein Waldbrand, ein Sturm oder ein Unfall mit Personenschaden.
Eine Waldversicherung schützt vor unerwarteten Risiken und sichert somit den Forstbetrieb.  Bei einer Waldversicherung kann man frei wählen, gegen welche Risiken man sich absichern möchte. Angeboten werden eine Waldbesitzer-Haftpflichtversicherung, eine Waldbrand-Versicherung und eine Wald-Sturmversicherung.

## Die Waldbesitzer-Haftpflichtversicherung
Der Besitzer eines Waldes ist verantwortlich für die dortige Verkehrssicherheit (§ 823 BGB). Kommt es zum Beispiel zu einem Unfall mit Forstarbeitern oder Privatpersonen auf Waldwegen eines Privatwaldes, so schützt diese Versicherung bei Schadensersatz- und Haftpflichtansprüchen gegenüber Dritten und springt ein. Dasselbe gilt auch, wenn nicht zulassungs- und versicherungspflichtige Arbeitsmaschinen, Anhänger oder Geräte eingesetzt werden, mit denen es zu einem Unfall kommt. Versichert sind sowohl Sach-, Vermögens- als auch Personenschäden.

## Die Waldbrand-Versicherung
Ein Waldbrand stellt für einen Forstbesitzer eine unvorhersehbare Einbuße dar. Oft hängt die eigene Existenz an diesem Wald. Kommt es zu einem Waldbrand, sei es durch Naturgewalten wie Blitzeinschläge oder durch Unachtsamkeit beim Wegwerfen von Zigaretten oder ähnlichem, so springt die Waldbrand-Versicherung ein und trägt das finanzielle Risiko. Im Versicherungsumfang enthalten sind der stehende Waldbestand als auch bereits geschlagenes Holz, die Abräumkosten, der Einsatz der Feuerwehr, die Kulturkosten und die Weihnachtsbaumkultur.

## Die Wald-Sturmversicherung
Stürme können einen Wald verwüsten, beschädigen oder sogar zerstören. Die schweren Schäden, die durch den Orkan Kyrill am 18./19. Januar 2007 entstanden sind, haben den Wunsch entstehen lassen, sich in Zukunft gegen derartige Risiken absichern zu können. Die Windwurfaufarbeitung, das heißt das Aufräumen des Waldes nach einem Sturm, als auch die anschließende Wiederaufforstung sind mit hohen Kosten verbunden. Gegen diese Risiken kann man sich mit der Wald-Sturmversicherung in Kombination mit der Waldbrand-Versicherung, die die Voraussetzung für eine Wald-Sturmversicherung ist, absichern. Versichert ist der stehende Waldbestand.